# Сложено струјно коло
Сложено струјно коло је коло у којем постоје и потрошаче и прекидаче и изворе и проводнике, али за разлику од просог струјног кола у њему има гранања електричне струје. Кирхофова правила и закони важе за сложено струјно коло.